# 蘇鉄味噌

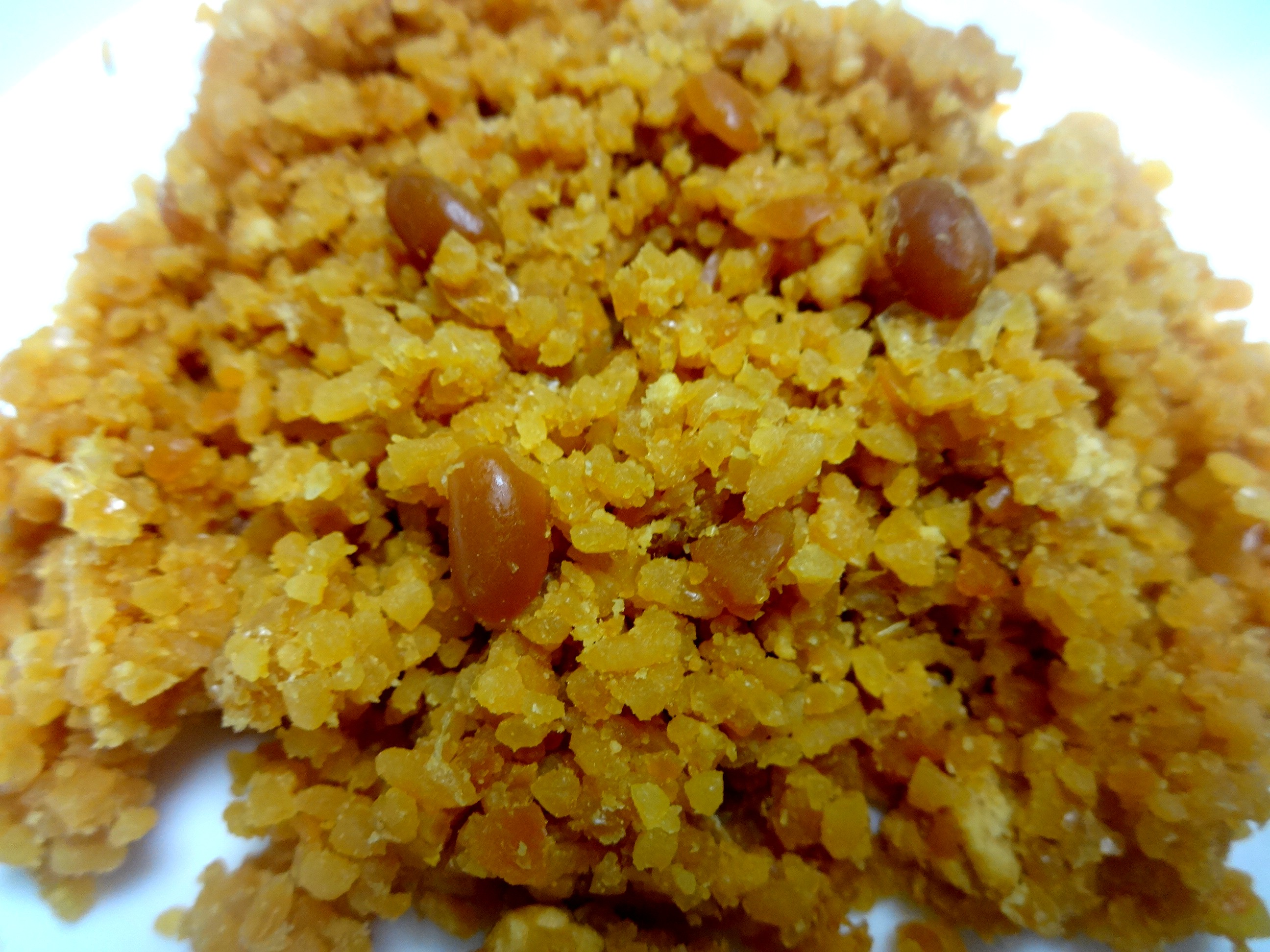
奄美大島のなり味噌

蘇鉄味噌（そてつみそ、英語 Cycad miso）は、鹿児島県奄美群島や沖縄県の粟国島で生産されている、ソテツの実から取ったデンプンと玄米と大豆を原料にした味噌。奄美方言でソテツの種子を「ナリ」といい、なり味噌（なりみそ、なりみす）ともいう。主に味噌汁用の調味料として用いるものと、主に嘗味噌（なめみそ）として食用にするものに分かれる。

## 概要
主原料はソテツ（奄美方言ですてぃち）の雌花にできる種子（奄美方言でなり、沖永良部島方言でやなぶ、やらぶ）と玄米である。麹の配合比により、ソテツの種子を主原料とするものと、玄米を主原料とするものに大きく分けることができ、前者は奄美方言でしるわーしみす（汁沸かし味噌）といい、多くはサツマイモも加えて熟成させ、主に調味料として用い、後者は主になめ味噌として食用にする。塩分は調味用の方が高い。奄美大島にはこの他、ソテツの実を使わないで作る粒味噌もある。
南西諸島の山に自生するソテツを救荒食料として使ったもので、かつては集落の「結い」（ゆい）と呼ばれる生活集団や家庭で自製したが、現在は一部の集落を除いてまれである。鹿児島県の奄美市（奄美大島）、知名町（沖永良部島）、沖縄県の粟国村（粟国島）などに製造業者があり、購入して用いるのが一般的である。粟国村には「そてつ実そ」の商品表記をする製品がある。本州でも奄美物産、沖縄物産を扱う店では販売されており、また通販もされている。
奄美料理には欠かせない調味料として、奄美大島では年に春と冬の2回作る習慣があり、タイミングよく用意し、熟成させておくことが出来ない嫁は、だらしない嫁とされた。
生のソテツの種子にはサイカシンという有毒で発癌性がある成分が含まれるが、水溶性であり、また、ソテツに含まれるβ-グルコシダーゼとコウジカビによって分解されるため、発酵、熟成された蘇鉄味噌はラットによる長期動物実験によっても無害であること報告されている。なりがゆのようにソテツのデンプンを食用にする場合よりも毒抜き工程は簡略化できるが、種子を割って、合計数日間は水に晒してから使われる。

## 製法例
1. 生種子を使ったものもあるが、通常は10月から11月以降に採取した種子を割って日乾しにしたものを使用する[3]。風で乾燥させたソテツの実を木槌で割るか、押し切りを使って切り[1][4][7]、デンプンを含む種子（仁）を取り出す。
2. 一晩水晒しをし、天日乾燥させる工程を数回繰り返し[4]た後、これを臼と杵で搗き砕いて、「さんばら」と呼ばれるざるで乾燥し、粉末にする。
3. 玄米と合わせ、場合によってはコムギも少量加え、甑（「くしき」、こしき）で半日近く蒸す。
4. 蒸し上がったものを冷ましてから、土間に敷いた筵に広げ、麹箱でニホンコウジカビ（黄麹菌）を主とするコウジカビを繁殖させて麹とする。従来は何度も使ってコウジカビが付着した筵で蘇鉄麹を作ったが、この筵を麹筵（沖永良部島方言でほーじむしゅ[4]）と称した。33℃ほどが繁殖に適し[7]、春に作る場合は3日ほど、冬に作るときは湯を吹き付けるなどしながら7日ほどかかる。湿度が低くなっていると黒カビなどの繁殖が抑制される。
5. 鍋で煮た大豆、場合によってはさらに蒸したサツマイモを用意し、蘇鉄麹を混ぜ、塩も加えて、臼と杵で搗き潰す。サツマイモを使わない場合、大豆の煮汁を少量加えて水分を調整する場合がある。
6. 少量ずつ手で丸くまとめてから、内側に焼酎（奄美黒糖焼酎、泡盛）を塗って消毒した味噌甕（沖永良部島方言でみしゅがみ[4]）に詰めて、塩を振り、バナナの葉で蓋をして数ヶ月間納屋で発酵、熟成させる。1ヶ月でも食べられるが、長めに熟成させた方が風味が良くなる[2]。

## 用途

### 食用

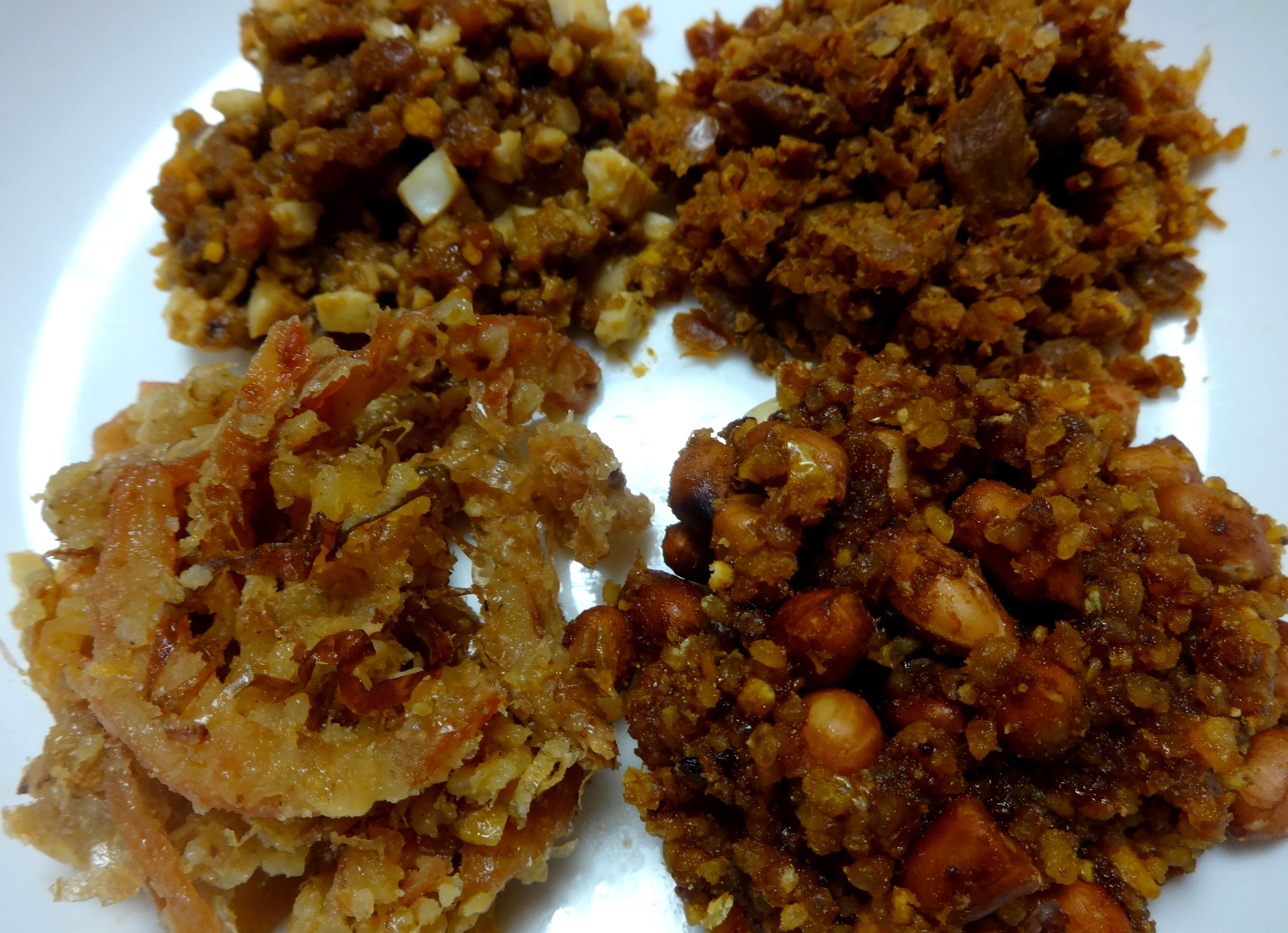
左上から玉子味噌、魚味噌、烏賊味噌、地豆味噌

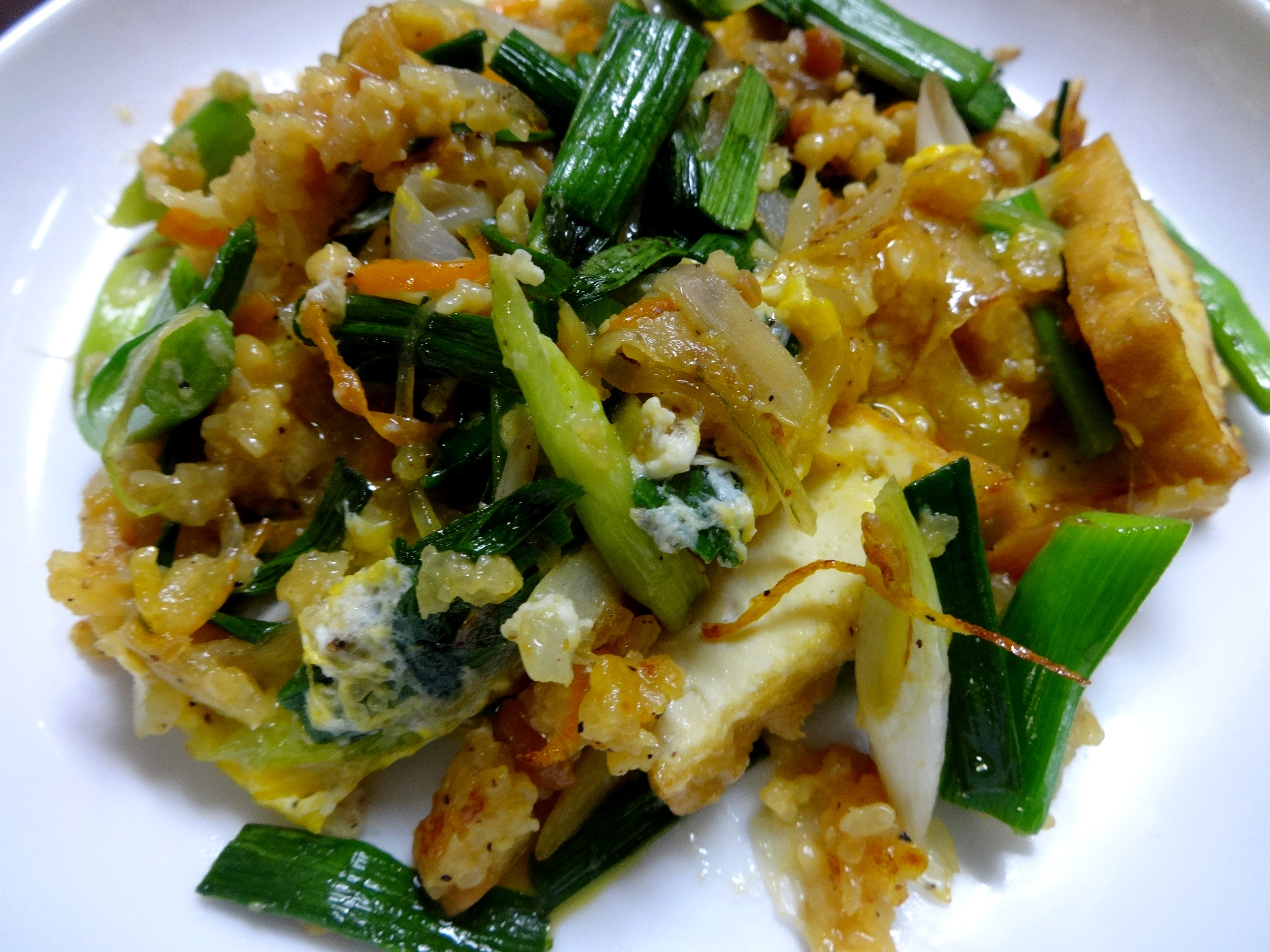
葉ニンニク（ふる）と卵と揚げ豆腐のなり味噌炒め

ソテツを主原料とするものを茶請け、つまみとしてそのまま、もしくは、黒糖（またはざらめ）、ゴマなどと加熱した肉、鶏卵などの材料を混ぜた食用味噌に加工して食べる。
- 豚味噌 - 奄美方言でわーみす。加熱して刻んだ黒豚の肉、黒糖、ゴマなどを用いる。
- 魚味噌 -  奄美方言でいゅうみす[8]。タカサゴ（くるうるめ）、アマミスズメダイ（ずーずるびき）などを焼いてほぐした魚肉、鰹節、黒糖、ゴマを用いる。
- 烏賊味噌 - 奄美方言でいきゃみす。茹でたアカイカなどの烏賊、または焼いたスルメイカを細切りにして、黒糖、ゴマを用いる。
- 地豆味噌（じまむぃみす） - 。揚げた薄皮付きのラッカセイ、黒糖、ゴマを用いる。
- 卵味噌 - 硬く茹でて細かく切った鶏卵、黒糖を用いる。
- 苦瓜味噌（にぎゃういみす） - 切って茹でたニガウリ（ゴーヤー）、黒糖を用いる。

### 調味料
味噌汁、サトイモ、ツワブキ、ヘチマなどの煮物、豚骨料理、刺身、クサギなどの味噌和え、レバー、豆腐、青パパイアなどの味噌漬けなどの調味料として、玄米、サツマイモを配合したタイプの蘇鉄味噌を用いる。独特の臭みのあるアオブダイ（いらぶち）の刺身は酢と合わせて酢みそとし、ヤマイモには黒糖と合わせて味噌だれにするなど、風味は素材に合わせて変えられる。